# A Time to Love and a Time to Die
A Time to Love and a Time to Die is een Amerikaanse (anti) oorlogsfilm uit 1958 onder regie van Douglas Sirk. Het scenario is gebaseerd op de roman Zeit zu leben und Zeit zu sterben (1954) van Erich Maria Remarque, die zelf een bijrol had in de film.

## Verhaal
1944, Nazi-Duitsland tijdens de Tweede Wereldoorlog. Ernst Graeber is een jonge Duitse soldaat die de verschrikkingen van het Oostfront mag inruilen voor een verlofperiode van drie weken. Wanneer hij in zijn geboortestad aankomt gaat hij zijn ouderlijk huis opzoeken. Hij merkt dat het huis is vernietigd en dat zijn ouders spoorloos zijn.
Daarop ontmoet hij Elisabeth Kruse, een jeugdvriendin wier vader in een concentratiekamp opgesloten zit. Ze worden verliefd op elkaar.
Hij ziet ook Oscar Binding terug, een jeugdvriend die districtschef bij de SS is geworden. Binding helpt hem nieuws over zijn ouders te verkrijgen.

## Rolverdeling
| Acteur               | Personage                   |
| -------------------- | --------------------------- |
| John Gavin           | Ernst Graeber               |
| Liselotte Pulver     | Elizabeth Kruse             |
| Jock Mahoney         | Immerman                    |
| Don DeFore           | Hermann Boettcher           |
| Keenan Wynn          | Reuter                      |
| Erich Maria Remarque | Professor Pohlmann          |
| Dieter Borsche       | Kapitein Rahe               |
| Barbara Rütting      | Vrouw van de scherpschutter |
| Thayer David         | Oscar Binding               |
| Charles Régnier      | Joseph                      |
| Dorothea Wieck       | Mevrouw Lieser              |
| Kurt Meisel          | Heini                       |
| Agnes Windeck        | Mevrouw Witte               |
| Clancy Cooper        | Sauer                       |
| John van Dreelen     | Politiek agent              |
| Klaus Kinski         | Luitenant van de Gestapo    |
| Alice Treff          | Mevrouw Langer              |
| Alexander Engel      | Warden                      |
| Jim Hutton           | Hirschland                  |
| Bengt Lindström      | Steinbrenner                |
| Wolf Harnisch        | Sergeant Muecke             |
| Karl Ludwig Lindt    | Dr. Karl Fresenburg         |
| Lisa Helwig          | Mevrouw Kleinert            |